# Manndorf (Herrieden)
Manndorf ist ein Gemeindeteil der Stadt Herrieden im Landkreis Ansbach (Mittelfranken, Bayern). Manndorf liegt in der Gemarkung Lammelbach.

## Geographie
Der Weiler liegt am Manndorfer Graben, einem rechten Zufluss der Altmühl, in einer flachhügeligen Ebene bestehend aus Ackerland. Im Nordosten wird die Flur Lachenfeld genannt. Dort befinden sich auch vier besonders alte Laubbäume. Eine Gemeindeverbindungsstraße führt die Kreisstraße AN 54 und die Staatsstraße 2248 kreuzend nach Heuberg (1,8 km westlich) bzw. zu einer Gemeindeverbindungsstraße (0,4 km östlich), die nach Leibelbach zur AN 54 (1,1 km nordwestlich) bzw. nach Sauerbach (0,5 km südöstlich) verläuft. Eine weitere Gemeindeverbindungsstraße führt nach Lammelbach zur AN 54 (0,3 km südwestlich).

## Geschichte
Der Ort wurde wahrscheinlich im 11. Jahrhundert gegründet. Der Ortsname verweist auf ein Mannlehen, das nach dem Tod des Grundholden neu vergeben wurde.
1801 gab es im Ort drei Haushalte, die alle dem Hochstift Eichstätt untertan waren.
Mit dem Gemeindeedikt (frühes 19. Jh.) wurde Manndorf dem Steuerdistrikt Heuberg und der Ruralgemeinde Lammelbach zugeordnet. Im Zuge der Gebietsreform in Bayern wurde Manndorf am 1. Juli 1971 nach Herrieden eingemeindet.

## Einwohnerentwicklung
| Jahr      | 001818 | 001840 | 001861 | 001871 | 001885 | 001900 | 001925 | 001950 | 001961 | 001970 | 001987 |
| Einwohner | 10     | 18     | 16     | 22     | 20     | *      | *      | 21     | 19     | 14     | 14     |
| Häuser    | 3      | 3      |        |        | 4      | *      | *      | 3      | 3      |        | 4      |
| Quelle    | [ 9 ]  | [ 10 ] | [ 11 ] | [ 12 ] | [ 13 ] | [ 14 ] | [ 15 ] | [ 16 ] | [ 17 ] | [ 18 ] | [ 1 ]  |

## Religion
Der Ort ist römisch-katholisch geprägt und bis heute nach St. Vitus und Deocar (Herrieden) gepfarrt. Die Einwohner evangelisch-lutherischer Konfession sind nach Christuskirche (Herrieden) gepfarrt.